# Baidu Baike
Baidu Baike (chineză: 百度百科; pinyin: Bǎidù Bǎikē; în traducere: Enciclopedia Baidu) este o enciclopedie web colaborativă de limbă chineză, creată de compania chineză Baidu, care a mai produs și un motor de căutare omonim. Versiunea de test a fost lansată pe 20 aprilie 2006, și în trei săptămâni enciclopedia a ajuns la peste 90.000 de articole, depășind  Wikipedia în chineză. Enciclopedia este cenzurată în conformitate cu politica conducerii Chinei.
În martie 2015, Baidu Baike a ajuns la cifra de 10,98 milioane de articole.
| Data              | #  | Articol                                            | Ref.   |
| ----------------- | -- | -------------------------------------------------- | ------ |
| 16 ianuarie 2008  | 1M | 故事海 (Kathasaritsagara)                          | [ 7 ]  |
| 8 februarie 2010  | 2M | 章启群 (un profesor din Universitatea din Beijing) | [ 8 ]  |
| 12 ianuarie 2011  | 3M | 222年 (222)                                        | [ 9 ]  |
| 22 noiembrie 2011 | 4M | 乌天麻 (Gastrodia elata f. glauca)                 | [ 10 ] |
| 13 iunie 2012     | 5M | 桦南白瓜                                           | [ 11 ] |
| 15 martie 2013    | 6M | nu a fost anunțat                                  | [ 12 ] |